# Município de Ellijay (condado de Macon, Carolina do Norte)
O município de Ellijay (em inglês: Ellijay Township) é um localização localizado no  condado de Macon no estado estadounidense da Carolina do Norte. No ano 2010 tinha uma população de 2.691 habitantes.

## Geografia
O município de Ellijay encontra-se localizado nas coordenadas 35° 10′ 39,34″ N, 83° 18′ 32,55″ O.